# Appalto delle opere pubbliche
Con il contratto d'appalto delle opere pubbliche (a committenza pubblica) una Stazione appaltante aggiudica le opere da realizzare ad un operatore economico, che si indica col termine di appaltatore. La legge di riferimento in materia di appalto di opere pubbliche è il "Codice dei contratti pubblici", decreto legislativo 36/2023.

## Tipologie di contratti d'appalto
Una classificazione dei contratti d'appalto può essere basata sul modo di condurre la contabilità dei lavori e, quindi, del calcolo del corrispettivo:
- Contratti a corpo;
- Contratti a misura;
- Appalti misti a corpo e misura;
- Contratti in economia.

### Appalto a corpo (o a forfait)
L'importo da riconoscere all'appaltatore di questo tipo è una somma invariabile, riferita al totale dell'opera, che non può assolutamente subire variazioni, poiché in caso di imprevisti dovuti al prolungamento lavori o di sbaglio dei calcoli quantitativi, la ditta rischia di avere un bilancio totale dell'opera negativo. Questo tipo è quello più diffuso poiché elimina i rischi per l'ente appaltante.

### Appalto a misura
Qui il corrispettivo viene determinato secondo le unità di misura del lavoro finito. Ad ogni lavorazione vengono applicati i prezzi unitari. 
In questo tipo i rischi li assume l'ente appaltante. Il tempo, la manodopera e i materiali sono compresi nell'offerta del prezzo per unità di lavoro realizzato. Invece, nel caso dell'appalto di lavori in economia, queste voci sono separate. 
Il tempo di realizzazione perciò, diventa un aspetto fondamentale per l'eventuale guadagno dell'appaltatore.

### Appalto misto a corpo e misura
In questo tipo di appalto alcuni lavori sono espressi a corpo, mentre altri sono contabilizzati a misura.

### Appalto in economia
I lavori si dicono contabilizzati in economia quando il corrispettivo è calcolato sulla base dei materiali impiegati e delle ore di manodopera degli operai.
All'interno di un contratto d'appalto, i lavori contabilizzati in economia sono ammessi solo per alcuni tipi di interventi (p.e. manutenzioni), oppure per certe singole lavorazioni, o ancora in certe situazioni particolari.
Al di sotto di certi importi, i lavori, sempre contabilizzati in economia, possono essere eseguiti con gestione diretta da parte dell'ente. In questo caso l'ente si sostituisce all'impresa facendosi carico di tutte le attività di gestione necessarie per la realizzazione dell'opera.

## Aggiudicazione degli appalti
L'aggiudicazione degli appalti viene definita in base a criteri previsti dal Codice dei contratti pubblici, tra cui il tipo di opera da realizzare, le sue dimensioni e altre motivazioni che vengono prese in considerazione dal responsabile del procedimento amministrativo.
Per la scelta dell'Operatore Economico le procedure di scelta del contraente sono previste dal Codice degli appalti:
- La procedura aperta (definita "pubblico incanto" dalla precedente legge n. 109 del 1994);
- La procedura ristretta (definita "licitazione privata" dalla precedente legge n. 109 del 1994);
- La procedura negoziata (definita "trattativa privata" dalla precedente legge n. 109 del 1994);
- L'appalto concorso.

### La procedura aperta (o pubblico incanto)
Questo tipo di procedura permette la partecipazione di tutti gli Operatori Economici che presentino la domanda di partecipazione, purché abbiano i requisiti richiesti dal Codice degli appalti. Si utilizza di solito per procedure di importo elevato, normalmente sopra la soglia di rilevanza europea. Nel caso di aggiudicazione secondo il criterio del minor prezzo quest'ultimo si determina in base al tipo di appalto, per i lavori a misura si tiene conto dei prezzi unitari, per quelli a corpo si tiene conto dell'offerta generale in base d'asta e per quelli misti si tiene conto dei prezzi unitari.

### La procedura ristretta (o licitazione privata)
Possono partecipare alla gara per l'affidamento dei lavori tutte le ditte invitate dalla P.A. procedente. Le ditte sono invitate alla fase di pubblicazione del bando di gara e alla presentazione delle offerte, in linea con i requisiti fissati dalla Amministrazione. Di solito questa procedura si utilizza a seguito di manifestazione di interesse.

### La procedura negoziata (o trattativa privata)
La procedura negoziata è una tipologia di procedura ristretta. In questo caso, i concorrenti vengono scelti e invitati alla gara di appalto, dalla stazione appaltante. Anche in questo caso le imprese devono essere in possesso dei requisiti necessari. A questo tipo di gare devono essere invitate almeno 5 aziende («se sussistono aspiranti idonei in tale numero»). Tale procedura è utilizzata (senza previa pubblicazione del bando di gara) qualora in esito all'esperimento di una procedura aperta o ristretta non sia stata presentata nessuna offerta, o nessuna offerta appropriata, o nessuna candidatura.

### Appalto-concorso
La legge prevede la modalità di assegnazione dell'appalto mediante concorso di progettazione, poi rinominato "appalto integrato". 
Nell'appalto concorso, l'amministrazione pone a confronto il promotore dell'appalto con le due proposte più vantaggiose. Prima della presentazione delle offerte, l'amministrazione pubblica un progetto preliminare che specifica i requisiti prestazionali del progetto, non escludendo aspetti operativi, e rappresenta la cornice entro la quale gli offerenti definiscono il proprio progetto esecutivo e definitivo.
La norma introduce un diritto di prelazione del promotore che ha diritto all'aggiudicazione dell'opera qualora conformi la propria offerta a quella ritenuta più conveniente dalla stazione appaltante. Anche al fine di ridurre il contenzioso, esso è in cambio obbligato a rimborsare ai primi due classificati i costi affondati documentati relativi alla finalizzazione del progetto esecutivo dell'opera, laddove i costi fissi necessari alla partecipazione qualificazione degli operatori economici in sede di offerta siano significativi in rapporto al corrispettivo dell'opera o del servizio aggiudicati.

Concepito tipicamente per le concessioni di costruzione e gestione, come la manutenzione ordinaria/straordinaria/riqualificazione architettonica o anche la realizzazione di infrastrutture informatiche (es. beni e servizi hardware e software), l'istituto dell'appalto concorso nel corso degli anni ha trovato applicazioni estensive per altre tipologie di servizi, come l'affidamento dei nidi per l'infanzia.

### Offerta economicamente più vantaggiosa
Si prende in considerazione solo per le opere il cui aspetto tecnico sia di notevole rilevanza. L'offerta migliore viene decisa in base ad elementi definiti di volta in volta dalla stazione appaltante, tra cui:
- Prezzo più basso;
- Valore tecnico dell'opera;
- Valore estetico dell'opera;
- Tempo previsto;
- Costi di gestione;
- Costi di manutenzione;
- Altre caratteristiche dell'opera.